# Aristobulo Apostolio
Aristobulo Apostolio (in greco Ἀριστόβουλος Ἀποστόλης?) (Creta, 1468/69 – Venezia, 1535) è stato un umanista e copista bizantino.

## Biografia
Aristobulo Apostolio, cretese, era figlio di Michele Apostolio e della figlia di Teodosio, conte di Corinto (Teodosio Komis Korinthios di Malvasia). Nel 1492 fu a Venezia e Firenze, poi fino al 1500 si stabilì a Candia ma spesso viaggiò sino a Venezia. 
Intorno al 1506, il Papa Giulio II lo nominò vescovo di Monemvasia (protettorato della Repubblica di Venezia) per i cristiani di rito greco, con il sostegno del governo veneziano. Una volta in ufficio, si dichiarò sia in comunione con la Chiesa cattolica e il patriarca di Costantinopoli. Ma il patriarca ortodosso Pacomio I di Costantinopoli dichiarò non valida la consacrazione e lo invitò a rinunciare. Nel giugno del 1509 lo scomunicò. A fronte di una popolazione locale ostile, dovette lasciare la città e tornare a Venezia.
Rimase a Creta fino al 1519, quando si trasferì a Roma dove, sino al 1521, ebbe un incarico sotto papa Leone X: fu rettore del Collegio greco di Firenze (1521) e più tardi (1534) predicatore nella Chiesa di San Giorgio dei Greci a Venezia. Qui Arsenio conobbe Erasmo da Rotterdam e collaborò con Aldo Manuzio. Nel 1523 venne riconosciuto vescovo di Monemvasia e tra il 1523 e il 1531 si spostò nuovamente a Venezia dove morì nel 1535.
Ebbe fra i suoi allievi Francesco Porto, che aderì alla fede riformata e fu nominato da Giovanni Calvino « professor publicus » di greco all'Académie di Ginevra.

## Scritti
Aristobulo Apostolio è legato, come il padre, alla trascrizione di un gran numero di manoscritti greci e edizioni di classici. Ci restano anche un dialogo in versi e molte lettere.